# Llengües anatòliques
Les llengües anatòliques formen una branca de les llengües indoeuropees, probablement una de les primeres a separar-se de l'idioma originari. Els idiomes més coneguts d'aquest grup són el lidi, el lici, i, sobretot l'hitita.
Aquests idiomes són coneguts per inscripcions cuneïformes de la península Anatòlica, d'aquí el seu nom. També s'han trobat primitius alfabets i jeroglífics en llengües de la mateixa família. Es creu que es van extingir abans del segle I dC, probablement a causa de l'hel·lenització cultural de l'Imperi d'Alexandre el Gran. Així, les llengües extingides conegudes es converteixen en les que van desaparèixer fa més temps.

## Característiques
Gramaticalment, hi destaca l'existència de només dos gèneres, l'animat i l'inanimat en comptes dels més comuns (en les llengües indoeuropees) masculí, femení i neutre. Aquest fet sembla corroborar la teoria de certs especialistes que deien que els tradicionals tres gèneres de les llengües indoeuropees eren, de fet, la derivació d'un sistema més antic que funcionava sobre la distinció entre animat (que donà lloc al comú masculí i femení) i inanimat (que donà lloc al neutre). La reduplicació de monemes és un altre dels trets distintius d'aquestes llengües, que presenten declinacions de casos. Quant al nombre gramatical, el protoanatoli presentava quatre nombres diferents, mantinguts en traces de les seves llengües filles: singular, plural, dual i col·lectiu.

## Llengües
- Carià
- Hitita
- Llengua de Kalasma[3]
- Lici
- Lidi
- Luvita
- Mili
- Palaic
- Pisidi
- Sidètic

L'Imperi Hitita en la seva màxima extensió sota Suppiluliuma I (1350–1322 aC) i Mursilis II (1321–1295 aC)

Aquestes llengües es poden agrupar històricament en tres grups: les meridionals (lici, lidi i luvita), el palaic i la resta.